# Plaque du récif Balmoral
Pour l’article homonyme, voir Balmoral.
La plaque du récif Balmoral est une micro-plaque tectonique de la lithosphère de la planète Terre. Sa superficie est de 0,004 81 stéradian. Elle est généralement associée à la plaque pacifique.
Elle se situe dans l'ouest de l'océan Pacifique dont elle couvre une petite partie.
La plaque du récif Balmoral est en contact avec les plaques des Nouvelles-Hébrides, du récif Conway, pacifique et australienne.
Le déplacement de la plaque du récif Balmoral se fait à une vitesse de rotation de 0,20° par million d'années selon un pôle eulérien situé à 45°90'[Quoi ?] de latitude Nord et 111°00' de longitude Ouest (référentiel : plaque pacifique).
La plaque du récif Balmoral tire son nom du récif du même nom des îles Fidji et situé au Nord-Ouest de l'île principale de l'archipel.

## Sources
- (en) Peter Bird, An updated digital model of plate boundaries, vol. 4, Geochemistry Geophysics Geosystems, 14 mars 2003 (DOI 10.1029/2001GC000252, Bibcode 2003GGG.....4.1027B, lire en ligne)